# فرانز گریلپارزر
فرانز سروفیکوس گریلپارزر (به آلمانی: Franz Seraphicus Grillparzer؛ ۱۵ ژانویه ۱۷۹۱–۲۱ ژانویه ۱۸۷۲) درام نویس برجسته قرن ۱۹ اهل اتریش بود. نمایشنامه‌های او اغلب در تالار معروف بورگ‌تئاتر (Burgtheater) وین اجرا می‌شد. او همچنین برای مراسم تشییع جنازه لودویگ فان بتهوون خطابه نوشت.
در حالی که گریلپارزر در دوره رمانتیسم می‌نوشت، زبان شاعرانه او مدیون دوره کلاسیکالیسم است که در سال‌های خلاقیت وی حکمفرما بود. تعهد به آرمانهای کلاسیک زیبایی و اخلاق زیبایی شناختی در قطعه‌های او از واقع‌گرایی ـ که در زمان او شکل گرفت ـ دور است. او ترجیح می‌داد در عوض از تئاتر برای پرداختن به ارزشهای معنوی استفاده کند. به ویژه پس از جنگ جهانی دوم، به دلیل استفاده هویت سازنده در آثار او، از او به عنوان شاعر ملی اتریش نام برده شد.

## نگارخانه

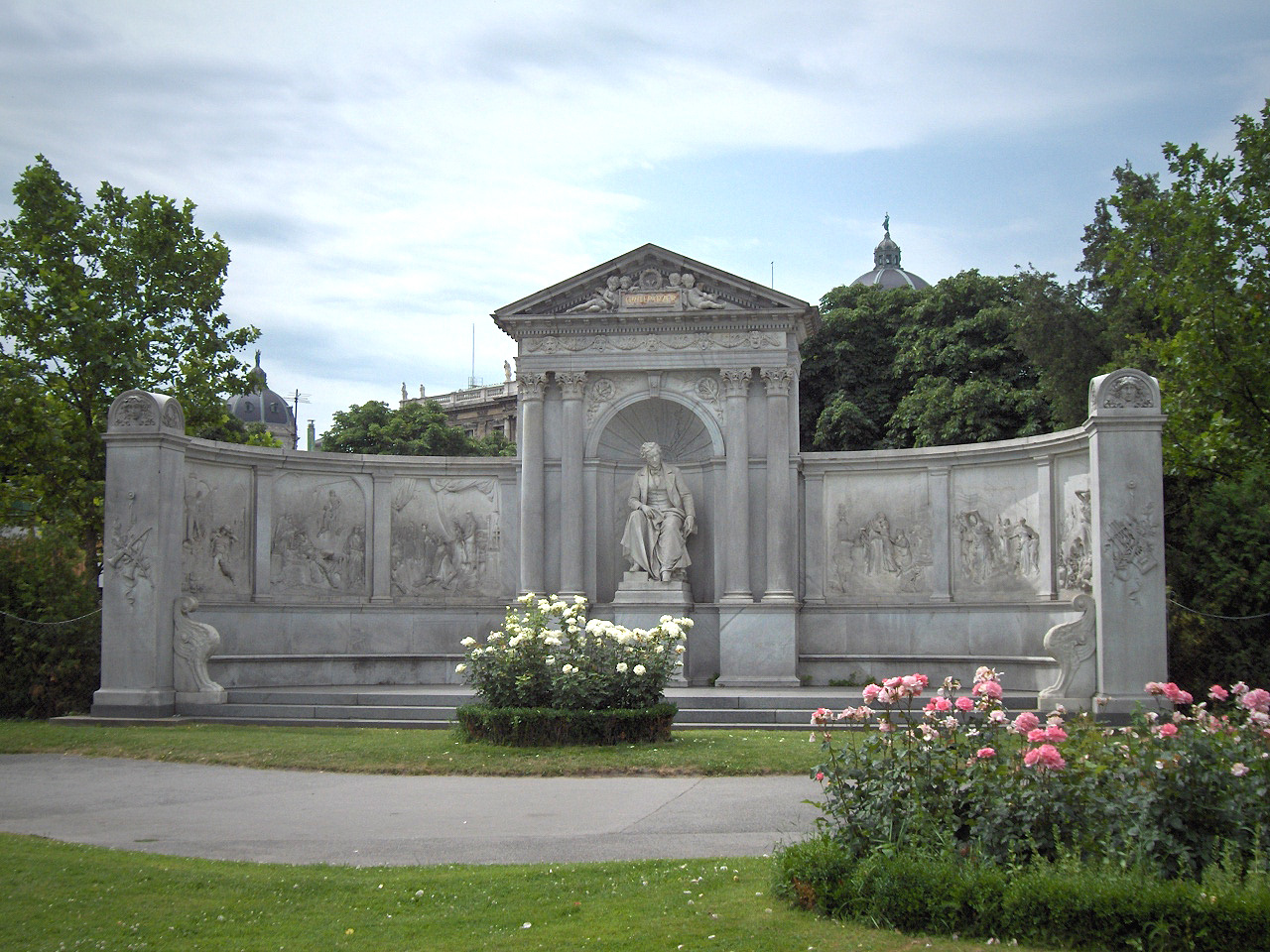
بنای تاریخی در فولکس گارتن ، وین ، اتریش